# Märjamaa
Märjamaa (dt. Marienland oder Merjama) ist eine Landgemeinde im estnischen Kreis Rapla mit einer Fläche von 872 km². Sie ist damit flächenmäßig die größte Gemeinde Estlands. Märjamaa hat 7.264 Einwohner (1. Januar 2025) und liegt ca. 65 km von Tallinn und 30 km von Rapla entfernt.
Märjamaa wurde erstmals 1364 mit dem Bau einer Steinkirche erwähnt. Sehenswert sind die Marienkirche von Märjamaa aus dem 16. Jahrhundert und das Bauernmuseum von Sillaotsa.
Neben dem Hauptort Märjamaa (3300 Einwohner) gehören zur Landgemeinde die Dörfer Alaküla, Altküla, Aravere, Aruküla, Haimre, Hiietse, Inda, Jaaniveski, Jõeääre, Kaguvere, Kangru, Kasti, Keskküla, Kiilaspere, Kilgi, Kirna, Kohatu, Kohtru, Koluta, Konuvere, Kunsu, Kõrtsuotsa, Käbiküla, Käriselja, Laukna, Leevre, Lestima, Lokuta, Loodna, Luiste, Lümandu, Maidla, Metsaääre, Metsküla, Moka, Mõisamaa, Mõraste, Mäliste, Männiku, Naistevalla, Napanurga, Nurme, Nurtu-Nõlva, Nõmmeotsa, Nääri, Ohukotsu, Ojaäärse, Orgita, Paaduotsa, Paeküla, Paisumaa, Pajaka, Purga, Põlli, Päädeva, Rangu, Rassiotsa, Ringuta, Risu-Suurküla, Russalu, Sipa, Sooniste, Soosalu, Sulu, Suurküla, Sõmeru, Sõtke, Teenuse, Tolli, Urevere, Vaimõisa, Valgu, Vanamõisa, Vana-Nurtu, Varbola, Velise, Velisemõisa, Velise-Nõlva, Veski, Vilta, Võeva und Ülejõe.

## Personen
- Adam von Bistram (1774–1828), russischer Generalleutnant
- Ants Lauter (1894–1973), Schauspieler, Theaterregisseur und Pädagoge
- Mihkel Oviir (* 1942), Jurist
- Ingrid Puusta, Seglerin (* 1990)
- Karl-Rudolf Sillak (1906–1974), Bandy- und Eishockeyspieler, Radrennfahrer und Autor
- Arvo Valton (1935–2024), Schriftsteller